# واتا، جمهوری آفریقای مرکزی
واتا، جمهوری آفریقای مرکزی (به لاتین: Vata, Central African Republic) یک منطقهٔ مسکونی در جمهوری آفریقای مرکزی است که در Bamingui-Bangoran واقع شده‌است.